# Prsní implantáty
Prsní implantát je protéza, která se používá ke změně velikosti, tvaru a obrysu prsu. V rekonstrukční plastické chirurgii mohou být prsní implantáty umístěny k obnovení přirozeného vzhledu prsu po mastektomii, k nápravě vrozených vad a deformit hrudní stěny nebo ke kosmetickému zlepšení vzhledu prsu pomocí chirurgického zvětšení prsů.
Komplikace implantátů mohou zahrnovat bolest prsou, vyrážku, kožní změny, infekci, prasknutí, kosmetické změny prsou, jako je asymetrie a tvrdost, a hromadění tekutiny v okolí prsu.
Nejzávažnější komplikací je určitý typ lymfomu (rakoviny imunitního systému), známý jako anaplastický velkobuněčný lymfom spojený s prsním implantátem (BIA-ALCL).
Existují čtyři základní typy prsních implantátů, které jsou definovány podle výplňového materiálu: fyziologický roztok, silikonový gel, strukturovaná a kompozitní výplň. Fyziologický implantát má elastomerovou silikonovou skořepinu naplněnou během operace sterilním fyziologickým roztokem; silikonový implantát má elastomerovou silikonovou skořepinu předem naplněnou viskózním silikonovým gelem; strukturované implantáty používají vnořené elastomerové silikonové skořepiny a dvě výplně naplněné fyziologickým roztokem; a alternativní kompozitní implantáty obsahovaly různá plniva, například sójový olej nebo polypropylenové vlákno.
V chirurgické praxi se při rekonstrukci prsu používá tkáňový expandér jako dočasná prsní protéza, která slouží k vytvarování a zformování kapsy pro budoucí trvalý prsní implantát. Pro korekci defektů a deformit mužského prsu je prsní implantát prsní protézou používanou k rekonstrukci a estetické úpravě hrudní stěny muže (vizte gynekomastie a mastopexe).

## Použití
Mammoplastika pro umístění prsních implantátů má tři účely:
1. primární rekonstrukce: náhrada tkání prsu poškozených úrazem (tupým, penetrujícím, výbuchem), nemocí (karcinom prsu) a nesprávným anatomickým vývojem (tuberózní deformita prsu).
2. revize a rekonstrukce: revize (korekce) výsledku předchozí rekonstrukční operace prsu.
3. primární augmentace: estetické zvětšení velikosti, tvaru a vzhledu prsou.

Doba na operačním sále při rekonstrukci prsu po mastektomii a při chirurgickém zvětšení prsu závisí na použitém postupu, typu řezů, prsním implantátu (typu a materiálu) a prsní lokalizaci kapsy pro implantát.
Nedávný výzkum ukázal, že mamografické vyšetření by se u pacientek podstupujících operaci prsou, včetně implantace, augmentace, mastopexe a zmenšení prsou nemělo provádět častěji, než je obvyklé.

### Psychologie
Pacientem podstupujícím zvětšení prsů je obvykle mladá žena, jejíž osobnostní profil ukazuje na psychické potíže ohledně jejího osobního vzhledu a tělesného sebeobrazu a na to, že v minulosti byla vystavena kritice (posměchu) vůči estetické stránce své osoby. Studie Body Image Concerns of Breast Augmentation Patients (2003) a Body Dysmorphic Disorder and Cosmetic Surgery (2006) uvádějí, že žena, která podstoupila operaci zvětšení prsou, také podstoupila psychoterapii, trpěla nízkým sebevědomím, prezentovala častý výskyt psychické deprese, pokusila se o sebevraždu a trpěla tělesnou dysmorfií, což je typ duševní nemoci.
Pooperační dotazníky týkající se duševního zdraví a kvality života pacientů uváděly zlepšení fyzického zdraví, fyzického vzhledu, společenského života, sebevědomí, sebeúcty a uspokojivého sexuálního fungování. Kromě toho ženy uváděly dlouhodobou spokojenost s výsledky implantace prsních implantátů; některé z nich navzdory zdravotním komplikacím, které si vyžádaly chirurgickou revizi, ať už korekční nebo estetickou. Obdobně v Dánsku mělo 8 % pacientek se zvětšením prsů předoperační anamnézu psychiatrické hospitalizace.
Longitudinální studie Excess Mortality from Suicide and other External Causes of Death Among Women with Cosmetic Breast Implants (2007) z roku 2008 uvádí, že u žen, které si nechaly voperovat prsní implantáty, je téměř třikrát vyšší pravděpodobnost, že spáchají sebevraždu, než u žen bez prsních implantátů. V porovnání se standardní mírou sebevražd u žen z běžné populace zůstávala míra sebevražd u žen s augmentovanými prsy konstantní až do 10 let po implantaci, nicméně po 11 letech se zvýšila o 4,5-násobek a tak zůstala až do 19 let po augmentaci, kdy po 20 letech po implantaci se zvýšila na 6-násobek. Mimo rizika sebevraždy navíc ženy s prsními implantáty čelily také trojnásobně vyššímu riziku úmrtí v důsledku alkoholismu a zneužívání léků na předpis a rekreačních drog. Přestože sedm studií statisticky spojilo zvětšení prsou s vyšší mírou sebevražd, výzkumy ukazují, že operace zvětšení prsou nezvyšuje míru úmrtí; a že v první řadě jsou to ženy s psychopatologickými sklony, které častěji zákrok zvětšení prsů podstupují.

## Komplikace
Chirurgické voperování prsních implantátů, ať už za účelem rekonstrukce prsu nebo pro estetické účely, představuje stejná zdravotní rizika, která jsou běžná u jiných chirurgických zákroků, jako jsou nežádoucí reakce na anestezii, hematom (pooperační krvácení), pozdní hematom (pooperační krvácení po 6 a více měsících), serom (nahromadění tekutiny), porucha v místě řezu (infekce rány). Mezi komplikace specifické pro zvětšení prsou patří bolest prsou, změna citlivosti, ztížená funkce kojení, viditelné vrásky, asymetrie, ztenčení prsní tkáně a symmastie, „bochníkovité“ poprsí, které narušuje přirozenou linii mezi prsy. Specifickou léčbou komplikací spojených s prsními implantáty – kapsulární kontraktury a kapsulární ruptury – je pravidelné vyšetřování magnetickou rezonancí a fyzická vyšetření. Kromě toho mohou komplikace a reoperace související s implantací a s tkáňovými expandéry (implantáty umístěnými během operace) způsobit nepříznivé jizvení přibližně u 6–7 % pacientek. Statisticky 20 procent žen, které podstoupily kosmetickou implantaci, a 50 procent žen, které podstoupily implantaci pro rekonstrukci prsu, vyžadovalo po 10 letech jejich explantaci.

### Bezpečnost
V 90. letech 20. století bylo v několika přehledech uvedeno několik studií, které se zabývaly zvýšeným rizikem systémových a autoimunitních onemocnění u žen s prsními implantáty. Závěr tehdy zněl, že neexistují žádné důkazy, které by prokázaly příčinnou souvislost mezi implantací silikonových prsních implantátů a oběma typy onemocnění. Zpráva Institutu medicíny však upozornila, že tyto dřívější studie zahrnovaly příliš málo žen na to, aby bylo možné přesvědčivě vyhodnotit vliv na tato vzácná onemocnění. Navíc mnoho studií zahrnovalo ženy, které měly prsní implantáty jen několik měsíců, což by bylo příliš brzy na to, aby se u nich rozvinulo diagnostikované autoimunitní onemocnění. V posledních letech velké epidemiologické studie zaznamenaly klinicky a statisticky významný nárůst některých z těchto onemocnění. Studie Watadové a jejích kolegů, která byla publikována v roce 2018, porovnávala a zkoumala zdravotní dokumentaci více než 24 000 žen s prsními implantáty s více než 98 000 „odpovídajícími kontrolními osobami“, které prsní implantáty neměly, ale měly velmi podobné demografické znaky. Studie zjistila statisticky významný 22% celkový nárůst diagnostikovaných autoimunitních nebo revmatických onemocnění. Největší nárůst diagnóz u žen s prsními implantáty byl zaznamenán u Sjögrenova syndromu, roztroušené sklerózy (RS) a sarkoidózy, přičemž u každé z těchto diagnóz byl nárůst o 58–98 % vyšší u žen s prsními implantáty. Tato analýza byla založena na izraelských ženách s prsními implantáty potvrzenými lékařskými záznamy a analýzy nemocí byly založeny na diagnózách stanovených poté, co ženy dostaly prsní implantáty, které byly zahrnuty do lékařských záznamů během až 20 let sledování.
V roce 2019 publikoval Coroneos a jeho kolegové z MD Anderson Medical Center studii amerických žen s podobnými výsledky. Údaje vycházely ze dvou studií, kterých se dohromady zúčastnilo téměř 100 000 žen s prsními implantáty, ale mnoho z nich ze studie během několika let po operaci prsních implantátů vypadlo. Nicméně z žen, které byly ve studii alespoň dva roky, vědci zaznamenali 800% nárůst výskytu Sjögrenova syndromu, 700% nárůst výskytu sklerodermie a téměř 600% nárůst výskytu revmatoidní artritidy u žen s prsními implantáty ve srovnání s běžnou populací žen stejného věku a demografických údajů.
Nedávná studie na ženách, které uváděly autoimunitní a jiné systémové příznaky, ale nebylo u nich diagnostikováno autoimunitní onemocnění, hodnotila, zda se příznaky těchto žen změnily po odstranění implantátů. Studie z roku 2020 o účinnosti explantace u žen s onemocněním z prsních implantátů zjistila, že téměř všechny ze 750 žen, které podstoupily explantaci, hlásily výrazné zlepšení zdravotního stavu do jednoho měsíce po operaci. Výzkumníci se zaměřili na následující příznaky: vypadávání vlasů, ztráta paměti, suché oči a/nebo rozmazané vidění, necitlivost nebo brnění končetin, chronická únava, bolesti kloubů, vyrážky, bolesti prsou, nesnášenlivost jídla, příznaky podobné chřipce a potíže s dýcháním. Stejní autoři také publikovali studii o vlivu odstranění prsních implantátů na dýchací obtíže a zjistili statisticky významné zlepšení dobře stanovených objektivních ukazatelů plicních funkcí po explantační operaci.
| Rok     | Země                   | Skupina pro systémovou kontrolu                                                                                                  | Závěry |
| ------- | ---------------------- | --- | --- |
| 1991–93 | Spojené království     | Independent Expert Advisory Group (IEAG)                                                                                         | Nebylo prokázáno zvýšené riziko onemocnění pojivové tkáně u pacientek, kterým byly voperovány prsní implantáty ze silikonového gelu, a nebyl zjištěn důvod ke změně praxe voperování prsních implantátů ani ke změně politiky ve Spojeném království. |
| 1996    | Spojené státy americké | U.S. Institute of Medicine (IOM)                                                                                                 | Nebyly nalezeny „dostatečné důkazy o souvislosti prsních implantátů plněných silikonovým gelem nebo fyziologickým roztokem s definovaným onemocněním pojivové tkáně“. |
| 1996    | Francie                | Agence Nationale pour le Developpement de l'Evaluation Medicale (ANDEM) [National Agency for Medical Development and Evaluation] | „Nezaznamenali jsme, že by onemocnění pojivové tkáně přímo či nepřímo souviselo s přítomností prsního implantátu, zejména silikonového…“ |
| 1997    | Austrálie              | Therapeutic Devices Evaluation Committee (TDEC)                                                                                  | „Současná kvalitní literatura naznačuje, že neexistuje žádná souvislost mezi prsními implantáty a syndromy podobnými onemocnění pojivové tkáně (atypická onemocnění pojivové tkáně).“ |
| 1998    | Německo                | Federal Institute for Medicine and Medical Products                                                                              | Uvádí, že „silikonové prsní implantáty nezpůsobují autoimunitní ani revmatická onemocnění a nemají žádný nepříznivý vliv na těhotenství, schopnost kojení ani na zdraví kojených dětí. Neexistují žádné vědecké důkazy o existenci alergie na silikon, otravy silikonem, atypických silikonových onemocnění nebo nové silikonové nemoci.“                                                                             |
| 2000    | Spojené státy americké | Výzkum nařízený federálním soudem                                                                                                | „Nebyla prokázána souvislost mezi… specificky prsními implantáty plněnými silikonovým gelem a některým z konkrétních CTD, všemi definitivními CTD dohromady nebo jinými autoimunitními nebo revmatickými onemocněními.“ |
| 2000    | Evropská unie          | European Committee on Quality Assurance & Medical Devices in Plastic Surgery (EQUAM)                                             | „Další lékařské studie neprokázaly jakoukoli souvislost mezi prsními implantáty plněnými silikonovým gelem a tradičními autoimunitními onemocněními nebo onemocněními pojivové tkáně, rakovinou ani žádným jiným zhoubným onemocněním. … EQUAM je i nadále přesvědčen, že neexistují žádné vědecké důkazy o existenci alergie na silikon, intoxikace silikonem, atypického onemocnění nebo „nové silikonové nemoci“.“ |
| 2001    | Spojené království     | UK Independent Review Group (UK-IRG)                                                                                             | „Neexistují žádné důkazy o souvislosti s abnormální imunitní reakcí nebo typickými či atypickými onemocněními nebo syndromy pojivové tkáně.“ |
| 2001    | Spojené státy americké | Výzkum Národního vědeckého panelu jmenovaného soudem                                                                             | Panel hodnotil zjištěná a blíže neupřesněná onemocnění pojivové tkáně (CTD) a dospěl k závěru, že neexistuje žádný důkaz o příčinné souvislosti mezi prsními implantáty a těmito onemocněními. |
| 2003    | Španělsko              | Science and Technology Options Assessment (STOA)                                                                                 | Zpráva STOA pro Petiční výbor Evropského parlamentu uvádí, že současné vědecké důkazy neprokazují žádnou spolehlivou příčinnou souvislost mezi silikonovými prsními implantáty a závažnými onemocněními, např. rakovinou prsu nebo onemocněním pojivové tkáně. |
| 2009    | Evropská unie          | International Committee for Quality Assurance, Medical Technologies & Devices in Plastic Surgery panel (IQUAM)                   | V souhrnném prohlášení konference Transatlantic Innovations (duben 2009) se uvádí, že další lékařské studie neprokázaly žádnou souvislost mezi prsními implantáty plněnými silikonovým gelem a karcinomem nebo jakoukoli metabolickou, imunitní nebo alergickou poruchou. |

### Prasknutí implantátu

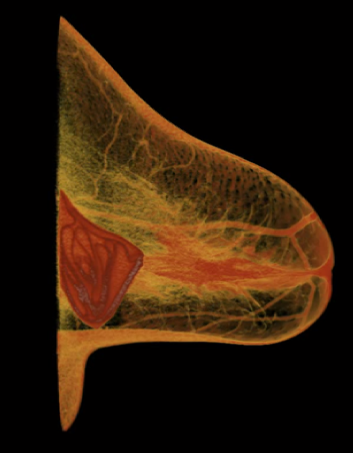
Prasknutí implantátu zobrazené pomocí prsní počítačové tomografie.

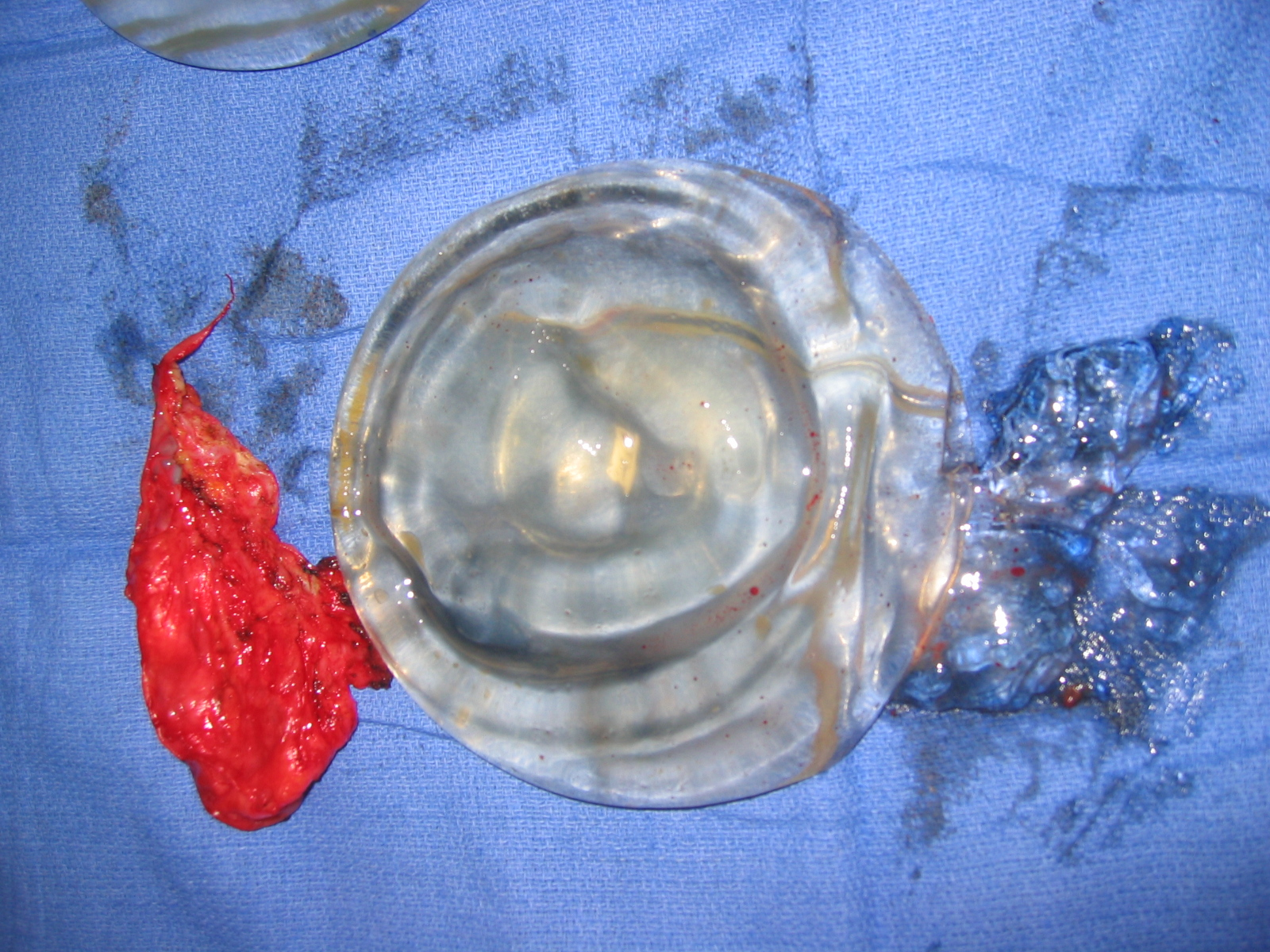
Poškození prsního implantátu: části chirurgicky explantovaného prsního implantátu jsou červené vláknité pouzdro (vlevo), prasklý silikonový implantát (uprostřed) a průhledný výplňový gel, který unikl spolu s pouzdrem (vpravo).

Vzhledem k tomu, že prsní implantát je zdravotnický prostředek III. třídy s omezenou životností, jsou hlavními faktory pro riziko prasknutí jeho stáří a konstrukce, nicméně prsní implantát si může v těle ženy zachovat svou mechanickou integritu po celá desetiletí. Když prsní implantát z fyziologického roztoku praskne, vyteče a vyprázdní se, a proto jej lze snadno explantovat (chirurgicky odstranit). V některých případech může prasknutí fyziologického implantátu způsobit infekci způsobenou bakteriemi nebo plísněmi, které se nacházely uvnitř implantátu, i když to není obvyklé. Následná studie Natrelle Saline-filled Breast Implants: a Prospective 10-year Study (2009) uvádí, že míra ruptury-deflace je 3–5 % po 3 letech od implantace a 7–10 % po 10 letech od implantace. Eisenberg ve své studii 4761 pacientek s augmentační mammaplastikou uvedl, že přeplnění prsních implantátů fyziologickým roztokem o 10–13 % významně snížilo míru ruptury-deflace na 1,83 % po 8 letech od implantace.
Při prasknutí silikonového prsního implantátu obvykle nedojde k jeho vyprázdnění, ale přesto z něj uniká výplňový gel, který může migrovat do kapsy implantátu; intrakapsulární ruptura (vytečení uvnitř kapsle) se proto může stát extrakapsulární rupturou (vytečení mimo kapsli) a každý případ se řeší explantací. Ačkoli uniklý silikonový výplňový gel může migrovat z tkání hrudníku do jiných částí těla, většina klinických komplikací se omezuje na oblast prsou a podpaží a obvykle se projevuje jako granulomy (zánětlivé uzlíky) a axilární lymfadenopatie (zvětšené mízní uzliny v podpaží).
Předpokládané mechanismy prasknutí prsního implantátu jsou:
- poškození během implantace
- poškození při (jiných) chirurgických zákrocích
- chemická degradace pouzdra prsního implantátu
- úraz (tupý úraz, penetrující úraz, úraz způsobený výbuchem)
- mechanický tlak při běžném mamografickém vyšetření prsu

Prasknutí silikonového implantátu lze zjistit pomocí magnetické rezonance; z dlouhodobých údajů o magnetické rezonanci u prsních implantátů s jednou kapslí uvádí evropská literatura o silikon-gelových prsních implantátech druhé generace (model ze 70. let 20. století) prasknutí implantátu v 8–15 % po 10 letech po implantaci (15–30 % pacientů).
Studie Safety and Effectiveness of Mentor's MemoryGel Implants at 6 Years (2009), která byla součástí hlavních klinických studií amerického Úřadu pro kontrolu potravin a léčiv pro pacienty s primárním zvětšením prsů, uvádí nízkou míru prasknutí implantátu, a to 1,1 % po 6 letech od implantace. První série hodnocení magnetické rezonance silikonových prsních implantátů s hustou výplní – gelem uváděla míru prasknutí zařízení 1 procento nebo méně v mediánu 6 let od implantace. Ze statistického hlediska je manuální vyšetření (palpace) ženy nedostatečné pro přesné vyhodnocení, zda prsní implantát praskl. Clinical Findings Compared with Findings at Magnetic Resonance Imaging (2005) uvádí, že u asymptomatických pacientek zkušený plastický chirurg přesně prohmatá a odhalí pouze 30 % prasklých prsních implantátů, zatímco vyšetření magnetickou rezonancí přesně odhalí 86 % prasklin prsních implantátů. Americký Úřad pro kontrolu potravin a léčiv proto doporučil pravidelná vyšetření magnetickou rezonancí, jako screening ruptury, počínaje tříletým obdobím po implantaci a poté každé dva roky. Nicméně mimo USA lékařské instituce jiných zemí rutinní screeningové vyšetření magnetickou rezonancí neschválily a místo něj navrhly, aby toto radiologické vyšetření bylo vyhrazeno pro dva účely: (i) pro ženu s podezřením na rupturu prsního implantátu a (ii) pro potvrzení mamografických a ultrazvukových vyšetření, která naznačují přítomnost prasklého prsního implantátu.
V článku The Effect of Study design Biases on the Diagnostic Accuracy of Magnetic Resonance Imaging for Detecting Silicone Breast Implant Ruptures: a Meta-analysis (2011) se dále uvádí, že magnetická rezonance u asymptomatických žen může nadhodnocovat výskyt ruptur prsních implantátů. Americký úřad pro kontrolu potravin a léčiv přitom zdůraznil, že „prsní implantáty nejsou zařízením na celý život. Čím déle má žena prsní implantáty plněné silikonovým gelem, tím je pravděpodobnější, že se u ní vyskytnou komplikace“.

### Kapsulární kontraktura
Imunitní reakcí lidského těla na chirurgicky zavedený cizí předmět – prsní implantát, kardiostimulátor, ortopedickou protézu – je jeho obalení jizvou z pevně tkaných kolagenových vláken, aby se zachovala integrita těla izolací cizího předmětu, a byla tak tolerována jeho přítomnost. Kapsulární kontraktura – kterou je třeba odlišit od normální kapsulární tkáně – vzniká, když pouzdro z kolagenních vláken zesílí a stlačí prsní implantát; je to bolestivá komplikace, která může narušit buď prsní implantát, nebo prs, nebo obojí. Kapsulární kontraktura se diagnostikuje na základě vizuálního a fyzického vyšetření na základě Bakerovy stupnice podle stupně narůstající závažnosti: Bakerův stupeň I, Bakerův stupeň II, Bakerův stupeň III a Bakerův stupeň IV.

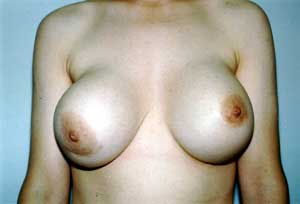
Poškození prsního implantátu: kapsulární kontraktura je zdravotní komplikace, v tomto případě kontraktura IV. stupně Bakerovy stupnice, subglandulárního silikonového implantátu v pravém prsu.

Příčina kapsulární kontraktury není známa, ale mezi nejčastější faktory výskytu patří bakteriální kontaminace, prasknutí obalu zařízení, únik výplně a hematom. Chirurgické implantační postupy, které snížily výskyt kapsulární kontraktury, zahrnují submuskulární umístění, použití prsních implantátů s texturovaným povrchem (potažených polyuretanem); omezenou předoperační manipulaci s implantáty, omezený kontakt s kůží hrudní kapsy před umístěním prsního implantátu a irigaci místa příjemce trojitými antibiotickými roztoky.
Korekce kapsulární kontraktury může vyžadovat otevřenou kapsulotomii (chirurgické uvolnění kolagenového pouzdra) nebo odstranění a případnou výměnu prsního implantátu. Kromě toho byla při léčbě kapsulární kontraktury kdysi běžným manévrem pro léčbu ztvrdlého pouzdra uzavřená kapsulotomie (rozrušení pomocí zevní manipulace), ale nyní se od tato technika nedoporučuje, protože může dojít k prasknutí prsního implantátu. Mezi nechirurgické způsoby léčby kolagenních kapslí patří masáž, zevní ultrazvuková terapie, inhibitory leukotrienové dráhy, jako je zafirlukast (Accolate) nebo montelukast (Singulair) a terapie pulzním elektromagnetickým polem (PEMFT).

### Opravné arevizní operace
Pokud pacient není spokojen s výsledkem augmentační mammoplastiky, nebo pokud se vyskytnou technické či zdravotní komplikace, nebo z důvodu omezené životnosti prsních implantátů, je pravděpodobné, že bude vyžadovat výměnu prsních implantátů. Mezi běžné indikace revizní operace patří větší či menší zdravotní komplikace, kapsulární kontraktura, prasknutí skořepiny a vyprázdnění implantátu. Míra výskytu revizí byla vyšší u pacientů s rekonstrukcí prsu, a to z důvodu postmastektomických změn měkkých tkání a kožního obalu prsu a anatomických hranic prsu, zejména u žen, které podstoupily adjuvantní zevní radioterapii. Kromě rekonstrukce prsu podstupují pacienti s karcinomem prsu obvykle revizní operaci komplexu bradavka-areola (NAC) a symetrizující zákroky na opačném prsu, aby měla prsa přirozený vzhled, velikost a tvar. Pečlivá volba typu a velikosti prsních implantátů charakteristikám prsních měkkých tkání pacienta snižuje četnost revizních operací. Vhodným sladěním tkání, výběrem implantátů a správnou technikou implantace byla míra reoperací po 7 letech 3 % ve srovnání s mírou reoperací 20 % po 3 letech, jak uvádí americký Úřad pro kontrolu potravin a léčiv.

### Systémová onemocnění

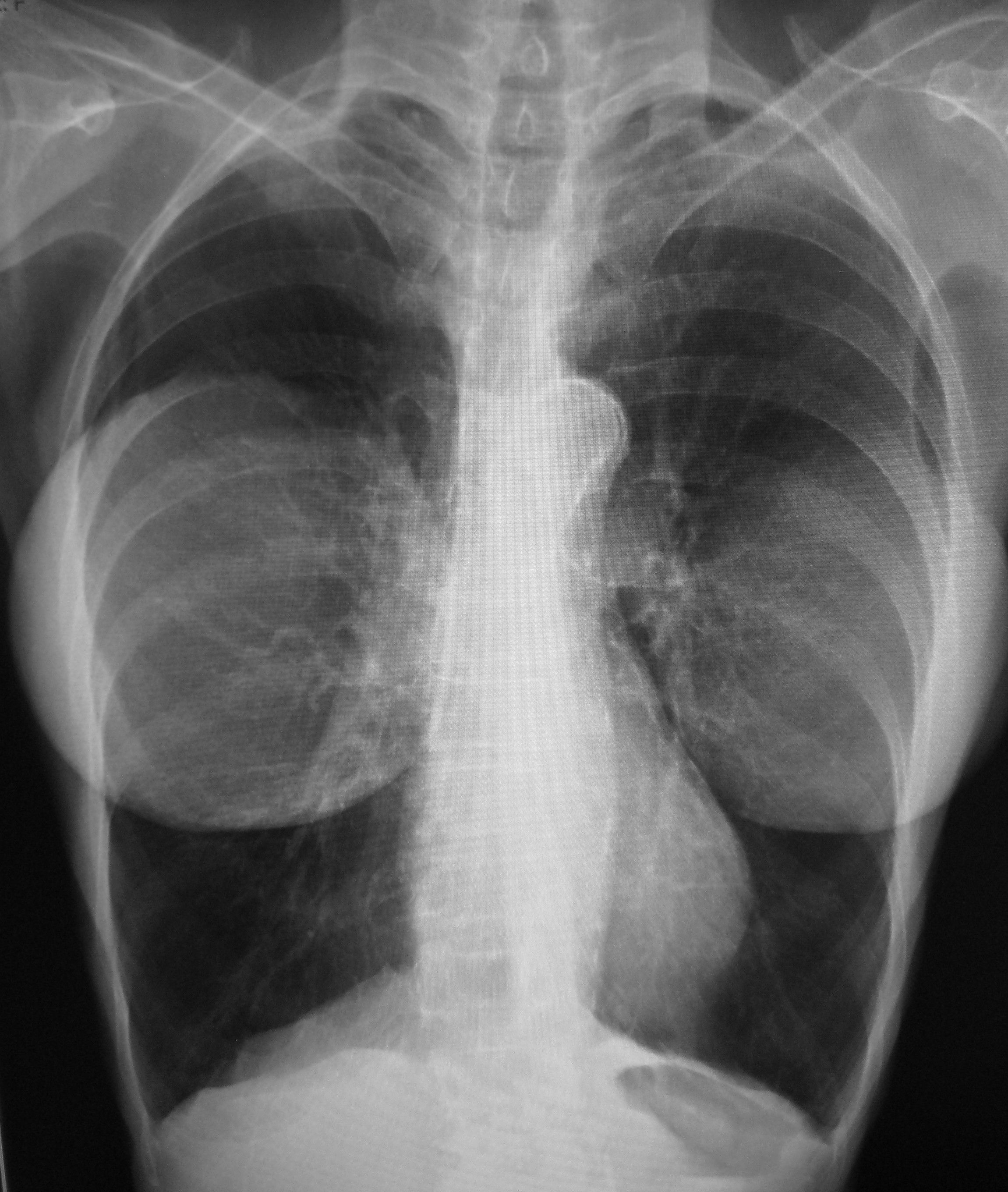
Rentgenový snímek hrudníku zobrazující prsní implantáty.

V 90. letech 20. století přezkoumala národní ministerstva zdravotnictví uvedených zemí příslušné studie, zda existují příčinné souvislosti mezi silikon-gelovými prsními implantáty a systémovými a diagnostikovanými autoimunitními onemocněními a rakovinou prsu. Studie vědců z amerického Národního institutu zdraví zaznamenala nárůst výskytu čtyř typů rakoviny u žen s prsními implantáty ve srovnání s ostatními pacientkami plastické chirurgie stejného věku a podobných demografických vlastností a zdravotních návyků. Tento nárůst výskytu rakoviny se zmírnil, ale nezmizel, když vědci sledovali ženy dalších 5 let, přičemž došlo k 43% nárůstu výskytu rakoviny mozku a 63% nárůstu výskytu rakoviny dýchacích cest ve srovnání s ostatními pacientkami po plastické operaci. Studie Watadové a kol. hodnotila zdravotní záznamy více než 24 000 žen s prsními implantáty ve srovnání s více než 98 000 ženami se stejnými demografickými znaky, které prsní implantáty neměly. Výzkumníci zjistili statisticky významný 22% nárůst výskytu několika diagnostikovaných onemocnění, který se v případě Sjögrenova syndromu, roztroušené sklerózy a sarkoidózy zvýšil na více než 60 %. Po prozkoumání této problematiky americký Úřad pro kontrolu potravin a léčiv (FDA) v roce 2021 revidoval svá varování u prsních implantátů, aby potvrdil souvislost mezi prsními implantáty a systémovými autoimunitními, revmatologickými a neurologickými příznaky a uvedl následující: „Pacientky, které jsou příjemkyněmi prsních implantátů, hlásily řadu systémových příznaků, jako jsou bolesti kloubů, bolesti svalů, zmatenost, chronická únava, autoimunitní onemocnění a další. Riziko vzniku těchto příznaků u jednotlivých pacientek nebylo dobře stanoveno. Některé pacientky uvádějí úplné vymizení příznaků po odstranění implantátů bez náhrady.“
Studie lékařů Clevelandské kliniky z roku 2021 zkoumala důsledky odstranění prsních implantátů u žen s prsními implantáty, které hlásily potíže s dýcháním nebo svírání na hrudi; to je jeden z příznaků spojených s onemocněním z prsních implantátů. Studie zkoumala pacientky s prsními implantáty, které uváděly problémy s dýcháním, a porovnávala jejich výsledky v 6 testech plicních funkcí před a po odstranění implantátů a jizevnatých pouzder. Výzkumníci uvedli, že 74 % pacientek zaznamenalo významné zlepšení alespoň ve 3 testech plicních funkcí. Ve vlastních vyjádřeních všechny účastnice studie uvedly, že se jejich dýchání po operaci implantátů zlepšilo.

### Toxicita platiny
Platina je katalyzátor používaný při výrobě polymerních pouzder silikonových implantátů a dalších silikonových zdravotnických prostředků. V literatuře se uvádí, že malé množství platiny se z těchto implantátů vyluhuje (uniká) a je přítomno v okolní tkáni. Úřad pro kontrolu potravin a léčiv v roce 2002 přezkoumal dostupné studie z lékařské literatury týkající se platiny a prsních implantátů a dospěl k závěru, že existuje jen málo důkazů naznačujících toxicitu platiny u pacientek s implantáty. Úřad pro kontrolu potravin a léčiv se k této studii a další literatuře vrátil o několik let později a potvrdil předchozí závěry, že platinové katalyzátory používané v implantátech pravděpodobně nejsou ionizované, a proto by pro ženy nepředstavovaly riziko.

### Anaplastický velkobuněčný lymfom
Úřad pro kontrolu potravin a léčiv zjistil, že prsní implantáty mohou být spojeny se vzácnou formou rakoviny zvanou anaplastický velkobuněčný lymfom (ALCL), která podle některých odborníků souvisí s chronickým bakteriálním zánětem. Podobné jevy ALCL byly pozorovány i u jiných typů lékařských implantátů, včetně cévních přístupových portů, ortopedických kyčelních implantátů a čelistních (TMJ) implantátů. Příčinná souvislost mezi prsními implantáty a ALCL byla definitivně prokázána v prosinci 2013, kdy vědci z MD Anderson Cancer Center zveřejnili studii na 60 ženách s prsními implantáty, u nichž byl diagnostikován ALCL v prsu. V roce 2015 publikovali plastičtí chirurgové článek, v němž přezkoumali 37 článků v literatuře o 79 pacientkách a shromáždili dalších 94 neohlášených případů, což ve výsledku znamenalo 173 žen s prsními implantáty, u nichž se vyvinul ALCL prsu. Došli k závěru, že „ALCL spojený s prsními implantáty je novým projevem lymfomu specifického pro místo a materiál, který vzniká ve specifické lokalitě jizvy, představuje širokou škálu různorodých charakteristik a naznačuje multifaktoriální příčinu“. Uvedli, že „nebyla zjištěna preference pro fyziologickou nebo silikonovou výplň ani pro kosmetické nebo rekonstrukční indikace“. Pokud byla známa anamnéza implantátů, pacientka obdržela alespoň jeden implantát s texturovaným povrchem. V roce 2016 Světová zdravotnická organizace (WHO) oficiálně uznala diagnózu BIA-ALCL (anaplastický velkobuněčný lymfom spojený s prsními implantáty).
Od dubna 2022 obdržel Úřad pro kontrolu potravin a léčiv 1 130 globálních hlášení o BIA-ALCL, včetně 59 úmrtí. Vzhledem k tomu, že se předpokládalo, že ALCL je diagnostikován pouze u 1 ženy z půl milionu, bylo 60 žen mnohem vyšší číslo, než by se dalo očekávat. Výzkumníci upozornili, že BIA-ALCL může být smrtelný. Pokud se u žen s implantáty objeví opožděný otok nebo hromadění tekutiny, doporučuje se provést cytologické vyšetření a test na marker CD30. Americká společnost pro plastickou chirurgii (ASPS) uvádí: „Test na marker CD30 je hlavním diagnostickým testem, který musí být proveden na tekutině ze seromu, protože rutinní patologie nebo barvení H&E nemusí často diagnózu odhalit.“ Diagnostika a léčba ALCL spojeného s prsními implantáty se nyní řídí standardizovanými pokyny stanovenými Národní sítí pro komplexní léčbu rakoviny.
Aktuální celoživotní riziko BIA-ALCL v USA není známo, ale podle údajů Centra pro rakovinu MD Anderson se odhady pohybují mezi jednou ze 70 000 a jednou z 500 000 žen s prsními implantáty. Nejlepší údaje o riziku BIA-ALCL mají země s registry prsních implantátů. Například k říjnu 2020 uvádí Therapeutic Goods Administration of Australia and New Zealand „riziko 1:3 345 u implantátů Allergan Biocell a riziko 1:86 029 u implantátů Mentor Siltex“. V USA se odhady rizika BIA-ALCL u texturovaných implantátů pohybují od 1,79 na 1 000 (1 žena s BIA-ALCL na 559 implantátů) do 2,82 na 1 000 (1 žena na 355 implantátů). K dubnu 2022 zaznamenal Úřad pro kontrolu potravin a léčiv 1 130 hlášení o BIA-ALCL. Z těchto případů 59 žen zemřelo. Úřad pro kontrolu potravin a léčiv uvádí, že 798 z 1 130 hlášení o BIA-ALCL se týkalo prsních implantátů s texturou, 37 se týkalo implantátů s hladkým povrchem a 295 neuvádělo, zda se jednalo o implantáty s texturou nebo hladké. V některých případech měly ženy, u nichž se vyvinul BIA-ALCL po implantacích s hladkým povrchem, před implantací texturované expandéry. Většina pacientek měla BIA-ALCL postižený pouze jeden prs, pouze u 8 pacientek byl diagnostikován oboustranný BIA-ALCL. Nejčastěji hlášeným příznakem BIA-ALCL byl podle Úřadu pro kontrolu potravin a léčiv serom, následovaný otokem a bolestí prsu, kapsulární kontrakturou a peri-implantátovou hmotou nebo bulkou. Mimo to 84 % nahlášených implantátů vyrobila společnost Allergan.
Studie provedená v onkologickém centru Memorial Sloan Kettering u žen podstupujících profylaktickou mastektomii ukázala, že u 1 z 355 žen byl následně diagnostikován BIA-ALCL. Téměř všechny tyto ženy měly biocelulární implantáty a expandéry Allergan. Tyto zprávy zřetelně naznačují, že BIA-ALCL vzniká především u pacientek s texturovanými implantáty nebo expandéry. Ve všech případech se však mnozí výzkumníci domnívají, že BIA-ALCL je nedostatečně rozeznávanou, nesprávně diagnostikovanou a nedostatečně hlášenou komplikací prsních implantátů.
ASPS a Nadace plastické chirurgie (PSF) spolupracovaly s Úřad pro kontrolu potravin a léčiv na výzkumu tohoto onemocnění a vytvořily tak registr pacientů a zjištění v oblasti prsních implantátů a etiologie a epidemiologie anaplastického velkobuněčného lymfomu (PROFILE). Americký Úřad pro kontrolu potravin a léčiv důrazně vyzývá všechny lékaře, aby hlásili případy do systému PROFILE ve snaze lépe porozumět významu prsních implantátů u ALCL a léčbě tohoto onemocnění.

### Další lymfomy aspinocelulární karcinom
V září 2022 oznámil Úřad pro kontrolu potravin a léčiv nové informace týkající se dalších typů rakoviny v souvislosti s prsními implantáty, a to na základě hlášení o případech pacientů se spinocelulárním karcinomem nebo různými lymfomy, které byly nalezeny v jizvách v okolí prsních implantátů. Agentura informovala o 10 hlášeních spinocelulárního karcinomu nalezeného v jizevnaté tkáni pouzdra a o 12 hlášeních různých lymfomů nalezených rovněž v jizevnaté tkáni kolem prsních implantátů. Tyto nové případy se nepřekrývají s nahlášenými případy BIA-ALCL. SCC a další lymfomy byly nalezeny u implantátů s hladkým povrchem a texturou, stejně jako u implantátů plněných silikonovým gelem a fyziologickým roztokem. Pacienti, kteří hlásili příznaky, uvedli otok, bolest, bulky a změny na kůži. K roku 2022 není známa míra incidence ani prevalence.

## Chirurgické postupy

### Typy řezů
Umístění prsních implantátů se provádí pomocí pěti typů chirurgických řezů:
1. Inframamární: řez vedený do inframamární rýhy (přirozený záhyb pod prsy), který umožňuje maximální přístup k přesné disekci tkání a umístění prsních implantátů. Jedná se o preferovanou operační techniku pro umístění silikon-gelových implantátů, protože lépe odhaluje rozhraní prsní tkáně a prsního svalu; implantace IMF však může vést ke vzniku silnějších a o něco viditelnějších operačních jizev.
2. Periareolární: hraniční řez po obvodu prsního dvorce, který poskytuje optimální přístup v případě, že je třeba upravit polohu IMF nebo když je součástí primární mamoplastiky mastopexe (lifting prsou). Při periareolárním umisťování je řez veden kolem mediální poloviny (dolní poloviny) obvodu prsního dvorce. Umístění implantátů ze silikonového gelu prostřednictvím periareolárního řezu může být obtížné kvůli krátké, pěticentimetrové délce (~ 5,0 cm) potřebného přístupového řezu. Z estetického hlediska, protože jizvy jsou na okraji prsního dvorce (periferie), jsou obvykle méně viditelné než jizvy po IMF řezu u žen s areolou světlého pigmentu; ve srovnání s jizvami po kožním řezu jsou modifikované epitelie prsního dvorce méně náchylné k (vyvýšeným) hypertrofickým jizvám.
3. Transaxilární: řez vedený do podpaží, z něhož se disekce vede mediálně, aby se implantáty umístily buď přímo, nebo pomocí endoskopu (osvětlená videokamera), aniž by vznikly viditelné jizvy na vlastním prsu; je však pravděpodobnější, že dojde k horší asymetrii umístění implantátu. Proto chirurgická revize transaxilárně umístěných prsních implantátů obvykle vyžaduje buď řez IMF, nebo periareolární řez.
4. Transumbilikální: transumbilikální zvětšení prsou (TUBA) je méně častá technika umístění implantátu, při níž je řez veden v oblasti pupku a disekce vede směrem nahoru k poprsí. Přístup TUBA umožňuje umístění prsních implantátů bez viditelných jizev na vlastním prsu, ale technicky ztěžuje vhodnou disekci a umístění. Postup TUBA se provádí přímo – bez vizuální asistence endoskopu – a není vhodný pro zavádění (předem naplněných) silikon-gelových implantátů, protože existuje velká možnost poškození elastomerového silikonového obalu prsního implantátu při jeho ručním zavádění krátkým (~2,0 cm) řezem u pupku a protože předem naplněné silikon-gelové implantáty jsou nestlačitelné a nelze je zavést tak malým řezem.[72]
5. Transabdominální: Stejně jako při zákroku TUBA jsou i při transabdominoplastickém zvětšení prsou (TABA) prsní implantáty zaváděny z břišního řezu do vyříznutých kapes pro implantáty, přičemž pacient současně podstoupí abdominoplastiku.

### Umístění kapsy pro implantát
Pět chirurgických přístupů k umístění prsního implantátu do kapsy pro implantát je často popisováno v anatomickém vztahu k velkému prsnímu svalu.
1. Subglandulární: prsní implantát je umístěn do retromamárního prostoru mezi prsní tkáň (mléčnou žlázu) a velký prsní sval, který se nejvíce blíží rovině normální prsní tkáně a poskytuje nejestetičtější výsledky. U žen s tenkou měkkou prsní tkání je však pravděpodobnější, že se v subglandulární poloze projeví zvlnění a vrásky pod implantátem. Kromě toho je u subglandulární implantace o něco vyšší výskyt kapsulární kontraktury.
2. Subfasciální: prsní implantát je umístěn pod fascii velkého prsního svalu; subfasciální poloha je variantou subglandulární polohy prsního implantátu.[73] O technických výhodách subfasciální techniky se vedou diskuse; zastánci této techniky uvádějí, že vrstva fasciální tkáně poskytuje větší krytí implantátu a lépe udržuje jeho polohu.[74]
3. Subpektorální (duální rovina): prsní implantát je umístěn pod velký prsní sval poté, co chirurg uvolní dolní svalové úpony, s částečnou disekcí subglandulární roviny nebo bez ní. Výsledkem je, že horní pól implantátu je částečně pod velkým prsním svalem, zatímco dolní pól implantátu je v subglandulární rovině. Touto technikou implantace se dosáhne maximálního pokrytí horního pólu implantátu a zároveň se umožní expanze dolního pólu implantátu; „animační deformace“, pohyb implantátů v subpektorální rovině, však může být u některých pacientů nadměrná.[75]
4. Submuskulární: prsní implantát se umístí pod velký prsní sval, aniž by se uvolnil spodní začátek tohoto svalu. Úplného svalového krytí implantátu lze dosáhnout uvolněním postranních svalů hrudní stěny – buď svalu serratus, nebo malého svalu prsního, nebo obou – a jeho přišitím k velkému svalu prsnímu. Při rekonstrukční operaci prsu se submuskulárním přístupem k implantaci dosáhne maximálního pokrytí prsních implantátů. Tato technika se v kosmetické chirurgii používá zřídka kvůli vysokému riziku animačních deformit.
5. Prepektorální nebo subkutánní: při rekonstrukci prsu po mastektomii šetřící kůži nebo kůži a bradavky je implantát umístěn nad velký prsní sval bez jeho rozříznutí, takže implantát vyplňuje přímo objem odstraněné prsní žlázy. Aby se předešlo problému kapsulární kontraktury, je implantát často zepředu nebo zcela překryt síťkou z biomateriálu, a to buď biologického, nebo syntetického.

### Pooperační rekonvalescence
Chirurgické jizvy po mammoplastice se vytvoří přibližně 6 týdnů po operaci a během několika měsíců zmizí. V závislosti na každodenních fyzických aktivitách, které žena vykonává, se pacientka po zvětšení prsou obvykle vrátí k běžnému životu 1 týden po operaci. Ženy, kterým byly prsní implantáty umístěny pod prsní svaly (submuskulární umístění), mají rekonvalescenci obvykle delší a o něco bolestivější, a to z důvodu hojení řezů na prsních svalech. Obvykle přibližně 6 týdnů necvičí ani se nevěnuje náročným fyzickým aktivitám. Během počáteční pooperační rekonvalescence se ženě doporučuje, aby pravidelně cvičila (ohýbala a pohybovala) paží, aby se zmírnila bolest a nepříjemné pocity; v případě potřeby mohou bolest zmírnit analgetické nitrožilní lékové katétry. Navíc se výrazně zlepšila rekonvalescence pacientek díky zdokonaleným technikám implantace (submuskulární, subglandulární), které umožňují 95 procentům žen pokračovat v běžném životě již 24 hodin po zákroku, a to bez obvazů, drénů tekutin, pumpy proti bolesti, katétrů, podpůrných zdravotnických podprsenek nebo narkotických léků proti bolesti.

### Typy implantátů

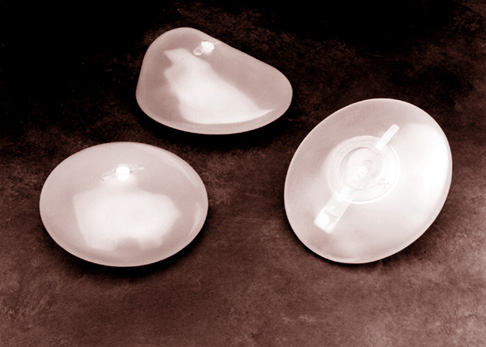
Modely nové genarace implantátů plněných silikonovým gelem.

V současné době existují tři typy prsních implantátů, které se běžně používají při mammaplastice, rekonstrukci prsů a zvětšení prsů:
1. fyziologický implantát naplněný sterilním fyziologickým roztokem.
2. silikonový implantát naplněný viskózním silikonovým gelem.
3. strukturované implantáty s vnořenými elastomerovými silikonovými skořepinami a dvěma lůžky naplněnými fyziologickým roztokem.

Čtvrtý typ implantátů, kompozitní (nebo alternativní kompozitní) implantáty, se již z velké části nepoužívají. Tyto typy obsahovaly výplně jako je sójový olej nebo polypropylenová struna. Mezi další již nepoužívané materiály patří volská chrupavka, terylenová vlna, drcená pryž, silastická pryž a teflonové-silikonové protézy.
Fyziologické implantáty

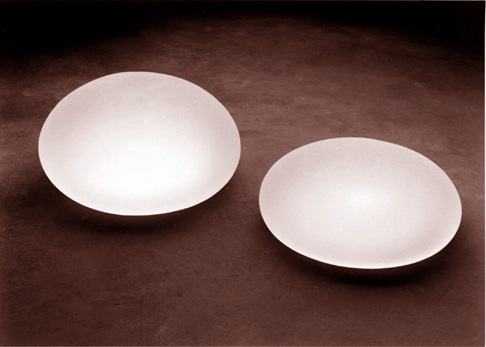
Modely prsních implantátů plněných fyziologickým roztokem.

Fyziologický prsní implantát naplněný fyziologickým roztokem (slaná voda s biologickou koncentrací 0,90 % w/v NaCl, cca 300 mOsm/l) byl poprvé vyroben společností Laboratoires Arion ve Francii a byl uveden na trh v roce 1964 jako protetický zdravotnický prostředek. Současné modely prsních implantátů s fyziologickým roztokem se vyrábějí se silnějšími, při pokojové teplotě vulkanizovanými (RTV) obaly ze silikonového elastomeru. Studie In vitro Deflation of Pre-filled Saline Breast Implants (2006) uvádí, že míra deflace (úniku výplně) předplněných solných prsních implantátů z nich činí protézu druhé volby pro korektivní operace prsou. Přesto byl v 90. letech 20. století fyziologický prsní implantát nejčastěji používanou protézou pro operace zvětšení prsou ve Spojených státech, a to z důvodu nařízení amerického Úřadu pro kontrolu potravin a léčiv, které zakazovalo implantovat silikonem plněné prsní implantáty mimo klinické studie. Ve zbytku světa nebyly fyziologické prsní příliš populární a jejich podíl na trhu byl zanedbatelný.
Technickým cílem technologie implantátů s fyziologickým roztokem byla fyzicky méně invazivní operační technika umístění prázdného prsního implantátu přes menší operační řez. V chirurgické praxi pak plastický chirurg po umístění prázdných prsních implantátů je naplní fyziologickým roztokem, a protože potřebné zaváděcí řezy jsou krátké a malé, výsledné jizvy po řezu budou menší a kratší než jizvy po operaci obvyklé u dlouhých řezů potřebných pro zavedení předem naplněných silikon-gelových implantátů.
V porovnání s výsledky dosaženými s prsním implantátem ze silikonového gelu může fyziologický implantát přinést přijatelné výsledky v podobě zvětšené velikosti prsou, hladšího tvaru prsou a realistické textury, ale je pravděpodobnější, že způsobí kosmetické problémy, jako je zvlnění a zvrásnění kůže prsního obalu, zrychlené roztažení dolního pólu prsu a technické problémy, jako je viditelná přítomnost implantátu na pohled i na dotek. Výskyt těchto kosmetických problémů je pravděpodobnější u žen s velmi malým množstvím prsní tkáně a u žen, které potřebují rekonstrukci prsu po mastektomii; silikon-gelový implantát je tedy technicky lepší protetickou pomůckou pro zvětšení prsu a pro rekonstrukci prsu. V případě ženy s velkým množstvím prsní tkáně, u níž se jako doporučený chirurgický přístup doporučuje submukózní umístění, mohou prsní implantáty z fyziologického roztoku přinést estetický výsledek podobný tomu, který poskytují silikonové prsní implantáty. Ultrazvukové vyšetření a výsledné studie ukázaly, že prsní implantáty s fyziologickým roztokem a silikonové prsní implantáty vypadají a působí podobně.
Silikonové gelové implantáty
Existuje pět generací silikonových prsních implantátů, které jsou definovány společnými technikami výroby.
Moderní prsní protézu vynalezli v roce 1961 američtí plastičtí chirurgové Thomas Cronin a Frank Gerow a vyrobila ji společnost Dow Corning Corporation; v roce 1962 byla provedena první augmentační mamoplastika.
První generace
Croninův-Gerowův implantát, model protézy z roku 1963, byl silikonový gumový obal ve tvaru slzy, který byl vyplněn viskózním silikonovým gelem. Aby se snížila rotace umístěného prsního implantátu na hrudní stěně, byla protéza připevněna ke kapse implantátu pomocí spojovacího materiálu – pásky, vyrobené z materiálu Dacron (polyethylentereftalát), který byl připevněn k zadní části obalu prsního implantátu.
Druhá generace
V 70. letech 20. století představili výrobci druhou generaci prsních implantátů, která se vyznačovala funkčním vývojem a estetickým vylepšením technologie:
- prvním technologickým pokrokem byl tenčí plášť a výplňový gel z nízkokohezivního silikonu, který zlepšil funkčnost a realističnost (velikost, vzhled a strukturu) prsního implantátu ze silikonového gelu. V klinické praxi se však ukázalo, že prsní implantáty druhé generace jsou křehké a častěji dochází k prasknutí pouzdra a k úniku výplně („krvácení ze silikonového gelu“) přes neporušené pouzdro. Následný zvýšený výskyt zdravotních komplikací (např. kapsulární kontraktury) vedl k hromadným žalobám na vadné výrobky podaným vládou USA proti společnosti Dow Corning Corporation a dalším výrobcům prsních protéz.
- druhým technologickým pokrokem byl polyuretanový pěnový povlak na pouzdru prsního implantátu; tento povlak snižoval výskyt kapsulární kontraktury tím, že vyvolával zánětlivou reakci, která bránila tvorbě kapsuly z vláknité kolagenní tkáně kolem prsního implantátu. Navzdory tomuto preventivnímu opatření se však prsní implantáty s polyuretanovým povlakem přestaly krátce používat kvůli možnému zdravotnímu riziku, které představoval 2,4-toluendiamin (TDA), karcinogenní vedlejší produkt chemického rozkladu polyuretanového pěnového povlaku prsního implantátu.[87] Po přezkoumání lékařských údajů dospěl americký Úřad pro kontrolu potravin a léčiv k závěru, že rakovina prsu způsobená TDA představuje pro ženy s prsními implantáty jen nepatrné zdravotní riziko a není důvodem k tomu, aby měli lékaři ze zákona povinnost tuto komplikaci vysvětlovat svým pacientkám. Prsní implantáty s polyuretanovým povlakem se v praxi plastické chirurgie v Evropě a v Jižní Americe používají i nadále a žádný výrobce nepožádal Úřad pro kontrolu potravin a léčiv o schválení prodeje těchto prsních implantátů v USA pro lékařské účely.[88]
- třetím technologickým pokrokem byl dvojitý prsní implantát, protéza s dvojitou dutinou, která se skládá ze silikonového prsního implantátu umístěného uvnitř prsního implantátu s fyziologickým roztokem. Technický cíl byl dvojí: i) kosmetické výhody silikonového gelu (vnitřní část implantátu) uzavřeného ve fyziologickém roztoku (vnější část implantátu); ii) prsní implantát, jehož objem je pooperačně nastavitelný. Nicméně složitější konstrukce prsního implantátu s dvojitou dutinou trpěla vyšší mírou selhání než prsní implantáty s jednou dutinou. Současnou verzí druhé generace prsních implantátů (představenou v roce 1984) jsou modely prsních implantátů „Becker Expandable“, které se používají především k rekonstrukci prsu.

Třetí a čtvrtá generace
V 80. letech 20. století byly modely třetí a čtvrté generace prsních implantátů postupně zdokonalovány v technologii výroby, např. pouzdra potažená elastomerem, která snižovala únik gelu (únik výplně), a silnější (s vyšší kohezí) výplňový gel. Ze sociologického hlediska pak výrobci prsních protéz navrhovali a vyráběli anatomické modely (přirozený prs) a tvarové modely (kulatý, zúžený), které reálně odpovídaly prsním a tělesným typům žen. Zúžené modely prsních implantátů mají rovnoměrně strukturovaný povrch, který snižuje rotaci protézy v kapse implantátu; kulaté modely prsních implantátů jsou k dispozici v provedení s hladkým povrchem a s texturovaným povrchem.
Pátá generace
Od poloviny 90. let 20. století je pátá generace silikon-gelových prsních implantátů vyrobena z vysoce pevného, vysoce soudržného silikonového gelu, který většinou únik výplně („krvácení ze silikonového gelu“) a migraci silikonové výplně z kapsy implantátu do jiných částí těla ženy eliminuje. Tyto implantáty se běžně označují jako „gumídkové prsní implantáty“ pro jejich pevnou, poddajnou konzistenci, která je podobná gumovým bonbonům. Studie Experience with Anatomical Soft Cohesive Silicone gel Prothesis in Cosmetic and Reconstructive Breast Implant Surgery (2004) a Cohesive Silicone gel Breast Implants in Aesthetic and Reconstructive Breast Surgery (2005) uvádějí nízkou míru výskytu kapsulární kontraktury a prasknutí pouzdra implantátu a vyšší míru zdravotní bezpečnosti a technické efektivity než u implantátů první generace.

## Kojení
Přítomnost prsních implantátů v současné době nepředstavuje žádnou kontraindikaci kojení a USFDA neuznala žádné důkazy, které by potvrzovaly, že tato operace může představovat zdravotní problémy pro kojené dítě.
Ženy s prsními implantáty mohou mít funkční potíže s kojením; u mamoplastik s periareolárními řezy je obzvláště pravděpodobné, že budou mít potíže s kojením. Chirurgický zákrok může také poškodit mlékovody a nervy v oblasti bradavky a dvorce.
Funkční potíže s kojením vznikají, pokud chirurg přerušil mlékovody nebo hlavní nervy inervující prs nebo pokud byly mléčné žlázy jinak poškozeny. K poškození mlékovodů a nervů dochází častěji, pokud řezy protnou tkáň v blízkosti bradavky. Mléčné žlázy jsou nejčastěji postiženy u subglandulárních implantátů (pod žlázou) a u prsních implantátů velkých rozměrů, které utlačují mlékovody a brání toku mléka. Prsní implantáty malých rozměrů a submuskulární implantace způsobují méně problémů s funkcí prsu; nelze však předpovědět, zda žena, která podstoupí zvětšení prsu, bude schopna úspěšně kojit, protože některé ženy jsou schopny kojit po periareolárních řezech a subglandulárním umístění a některé nejsou schopny kojit po zvětšení pomocí submuskulárních a jiných typů chirurgických řezů.

## Mamografie
Přítomnost radiologicky neprůhledných prsních implantátů (buď fyziologických, nebo silikonových) může narušit radiografickou citlivost mamografu, to znamená, že na snímku nemusí být vidět žádný přítomný nádor. V takovém případě je pro zjištění přítomnosti nebo nepřítomnosti rakovinného nádoru nutné provést mamografické vyšetření Eklundovým pohledem, při kterém se prsní implantát ručně posune proti hrudní stěně a prs se vytáhne dopředu, aby mamograf mohl zobrazit větší objem vnitřních tkání; přesto zůstává přibližně jedna třetina prsní tkáně nedostatečně zobrazena, což vede ke zvýšené míře mamografických vyšetření s falešně negativními výsledky.
Studie rakoviny prsu Cancer in the Augmented Breast: Diagnosis and Prognosis (1993) a Breast Cancer after Augmentation Mammoplasty (2001) u žen s prsními implantáty nezaznamenaly žádné významné rozdíly ve stadiu onemocnění v době diagnózy rakoviny; prognózy jsou u obou skupin žen podobné, přičemž u augmentovaných pacientek je nižší riziko následné recidivy rakoviny nebo úmrtí. Naopak se zdá, že použití implantátů k rekonstrukci prsu po mastektomii nemá žádný negativní vliv na výskyt úmrtí v souvislosti s rakovinou. Skutečnost, že u pacientek s prsními implantáty jsou častěji diagnostikovány hmatné – nikoli však větší – nádory, naznačuje, že stejně velké nádory mohou být u augmentovaných pacientek snadněji hmatné, což by mohlo kompenzovat zhoršené mamografické zobrazení. Snadná hmatnost nádoru v prsu je důsledkem ztenčení prsní tkáně kompresí, které je a priori přirozené u menších prsů (protože mají menší objem tkáně), a toho, že implantát slouží jako radiooptický podklad, na jehož pozadí lze rakovinný nádor odlišit.
Prsní implantát nemá žádný klinický vliv na lumpektomickou operaci pro zachování prsu u žen, u nichž se po implantaci vyvinul karcinom prsu, ani neinterferuje s léčbou zevním ozařováním (XRT); navíc je po léčbě běžný výskyt fibrózy prsní tkáně, a tím i zvýšená míra kapsulární kontraktury. Existují předběžné důkazy, že ženy, které podstoupily augmentaci prsou, mají horší prognózu rakoviny prsu. Použití implantátů k rekonstrukci prsu po mastektomii z důvodu rakoviny prsu zřejmě nemá žádný negativní vliv na úmrtí v souvislosti s rakovinou.
Bylo hlášeno mnoho případů dalších nežádoucích účinků mamografie u žen s prsními implantáty; většinu těchto případů tvoří prasknutí v důsledku tlaku působícího na prsní implantát. Komprese může také vést k bolesti nebo zhoršit již existující bolest v prsou.